# I-400
I-400 — підводний човен Імперського флоту Японії, який брав участь у Другій світовій війні.

## Початок історії човна
Корабель, який спорудили на верфі ВМФ у Куре, був першим у типі Сентоку (він же клас I-400). Це були найбільші авіаносні субмарини в історії, які могли приймати на борт три торпедоносці-бомбардувальники Aichi M6A1 «Сейран» (а також найбільші підводні човни до появи у 1960-х атомних ракетоносців). Сама концепція створення таких човнів передбачала їх використання у спеціальних операціях для ураження надзвичайно важливих віддалених об'єктів, тому тип Сентоку мав автономну дальність плавання понад 69 тисяч кілометрів.

## Бойова служба
Первісно планувалось, що І-400 стане одним з п'яти підводних човнів, які забезпечать повітряну атаку на шлюзи Панамського каналу, що в разі успіху вивело б з ладу цю комунікацію на кілька місяців. Втім, у підсумку цю операцію скасували. За іншим варіантом І-400 хотіли залучити до нальоту на Сан-Франциско, але й цей план не дійшов до реалізації.
19 березня 1945-го під час першої атаки американського авіаносного з'єднання на Куре І-400 перебував у сухому доці та був підданий обстрілу з повітря, що призвело до загибелі одного члена екіпажу.
Тим часом логістична ситуація в Японській імперії стала настільки складною, що 14—27 квітня 1945-го І-400 здійснив рейс з Куре до Дайрену (наразі Далянь у Китаї) та назад з метою провести бункерування пальним (причому синтетичного або рослинного походження). У травні човен пройшов модернізацію зі встановленням шнорхелю, а 2—5 червня пройшов з Куре до затоки Нанао (на західному узбережжі Хонсю поблизу Тоями), де близько двох тижнів провадив тренування зі збирання та запуску літаків у нічний час.
У середині червня 1945-го японське командування визначило нову ціль для човнів типу І-400 — атаку на атол Уліті (західні Каролінські острови), де була велика якірна стоянка союзників. У середині липня два човни прибули до Майдзуру, де пройшли останні приготування до місії, а 20 липня вирушили в похід. З огляду на поточну воєнну ситуацію, вирішили виходити з Японського моря через протоку Цуґару, яка розділяє острови Хонсю та Хоккайдо. 22—23 липня човен побував у Омінато (важлива база японського ВМФ на північному завершенні Хонсю), де, зокрема, на його літаки нанесли американські розпізнавальні знаки. 5 серпня, вже під час перебування в районі на схід від Маріанських островів, на І-400 сталась пожежа, що спонукало сплисти на поверхню, але через наявність удалині ворожого конвою І-400 знову занурився. Втім, у цьому випадку удача перебувала на боці японського човна, оскільки ворожі кораблі не виявили його, а пожежу вдалось ліквідувати (хоча через задимлення човну все-таки довелось дещо присплисти та протягом п'яти годин провадити вентилювання через люки бойової рубки). Планувалось, що І-400 зустрінеться з іншою субмариною, яка несла літаки для атаки Уліті, в районі острова Понапе (східні Каролінські острови), проте 15 серпня японський імператор оголосив про капітуляцію, що призвело до скасування операції. 26 серпня на І-400 дістали наказ іти з прапором капітуляції, при цьому літаки та амуніцію скинули в море, а наступної доби човен здався американським есмінцям. 29 серпня І-400 повернувся до Японії.
У грудні 1945 — січні 1946 човен перегнали з Японії до Перл-Гарбору, а 4 червня 1946-го використали як ціль при випробуваннях торпед.